# Ululodes macleayana
Ululodes macleayana là một loài côn trùng trong họ Ascalaphidae thuộc bộ Neuroptera. Loài này được Guilding miêu tả năm 1825.